# Philotrypesis breviventris
Philotrypesis breviventris är en stekelart som beskrevs av Abdurahiman och Joseph 1968. Philotrypesis breviventris ingår i släktet Philotrypesis och familjen fikonsteklar. Inga underarter finns listade i Catalogue of Life.